# Tournée de l'équipe de France de rugby à XV en 2018
L'équipe de France de rugby à XV effectue du 9 au 23 juin 2018 une tournée en Nouvelle-Zélande,,. Les trois matchs se terminent par une victoire des All Blacks.

## Résultats complets
| No | Date         | Lieu                                             | Match                     | Score   | Compétition |
| -- | ------------ | ------------------------------------------------ | ------------------------- | ------- | ----------- |
| 1  | 9 juin 2018  | Eden Park, Auckland - Nouvelle-Zélande           | Nouvelle-Zélande – France | 52 – 11 | test match  |
| 2  | 16 juin 2018 | Westpac Stadium, Wellington - Nouvelle-Zélande   | Nouvelle-Zélande – France | 26 – 11 | test match  |
| 3  | 23 juin 2018 | Forsyth Barr Stadium, Dunedin - Nouvelle-Zélande | Nouvelle-Zélande – France | 49 – 14 | test match  |

## Résultats des test matchs

### Match 1
| Samedi 9 juin 2018 19:35 (UTC+12) | Nouvelle-Zélande | 52 – 11 | France | Eden Park, Auckland Arbitre : Luke Pearce |
| Samedi 9 juin 2018 19:35 (UTC+12) |                  |         |        | Eden Park, Auckland Arbitre : Luke Pearce |
| Samedi 9 juin 2018 19:35 (UTC+12) |                  |         |        | Eden Park, Auckland Arbitre : Luke Pearce |

| Nouvelle-Zélande Titulaires 15 Jordie Barrett 14 Ben Smith 13 Anton Lienert-Brown 12 Ryan Crotty 11 Rieko Ioane 10 Beauden Barrett 9 Aaron Smith 8 Luke Whitelock 7 Sam Cane 6 Liam Squire 5 Scott Barrett 4 Sam Whitelock 3 Owen Franks 2 Codie Taylor 1 Joe Moody Remplaçants 16 Nathan Harris 17 Karl Tu’inukuafe 18 Ofa Tu'ungafasi 19 Vaea Fifita 20 Ardie Savea 21 TJ Perenara 22 Damian McKenzie 23 Ngani Laumape Entraîneur Steve Hansen |  | France Titulaires Maxime Médard 15 Teddy Thomas 14 Mathieu Bastareaud 13 Geoffrey Doumayrou 12 Rémy Grosso 11 Anthony Belleau 10 Morgan Parra 9 Fabien Sanconnie 8 Kevin Gourdon 7 Judicaël Cancoriet 6 Yoann Maestri 5 Paul Gabrillagues 4 Uini Atonio 3 Camille Chat 2 Dany Priso 1 Remplaçants Adrien Pélissié 16 Cyril Baille 17 Rabah Slimani 18 Bernard Le Roux 19 Alexandre Lapandry 20 Baptiste Serin 21 Jules Plisson 22 Gaël Fickou 23 Entraîneur Jacques Brunel |

### Match 2
| Samedi 16 juin 2018 19:35 (UTC+12) | Nouvelle-Zélande | 26 – 13 | France | Westpac Stadium, Wellington Arbitre : Angus Gardner |
| Samedi 16 juin 2018 19:35 (UTC+12) |                  |         |        | Westpac Stadium, Wellington Arbitre : Angus Gardner |
| Samedi 16 juin 2018 19:35 (UTC+12) |                  |         |        | Westpac Stadium, Wellington Arbitre : Angus Gardner |

| Nouvelle-Zélande Titulaires 15 Jordie Barrett 14 Ben Smith 13 Anton Lienert-Brown 12 Ryan Crotty 11 Rieko Ioane 10 Beauden Barrett 9 Aaron Smith 8 Luke Whitelock 7 Sam Cane 6 Liam Squire 5 Scott Barrett 4 Sam Whitelock 3 Owen Franks 2 Codie Taylor 1 Joe Moody Remplaçants 16 Nathan Harris 17 Karl Tu’inukuafe 18 Ofa Tu'ungafasi 19 Vaea Fifita 20 Ardie Savea 21 TJ Perenara 22 Damian McKenzie 23 Ngani Laumape Entraîneur Steve Hansen |  | France Titulaires Benjamin Fall 15 Teddy Thomas 14 Mathieu Bastareaud 13 Geoffrey Doumayrou 12 Gaël Fickou 11 Anthony Belleau 10 Morgan Parra 9 Kevin Gourdon 8 Kélian Galletier 7 Mathieu Babillot 6 Yoann Maestri 5 Bernard Le Roux 4 Uini Atonio 3 Camille Chat 2 Dany Priso 1 Remplaçants Pierre Bourgarit 16 Cyril Baille 17 Cedate Gomes Sa 18 Paul Gabrillagues 19 Alexandre Lapandry 20 Baptiste Serin 21 Jules Plisson 22 Maxime Médard 23 Entraîneur Jacques Brunel |

### Match 3
| Samedi 23 juin 2018 19:35 (UTC+12) | Nouvelle-Zélande | 49 – 14 (21 – 14) | France | Forsyth Barr Stadium, Dunedin Arbitre : John Lacey |
| Samedi 23 juin 2018 19:35 (UTC+12) |                  |                   |        | Forsyth Barr Stadium, Dunedin Arbitre : John Lacey |
| Samedi 23 juin 2018 19:35 (UTC+12) |                  |                   |        | Forsyth Barr Stadium, Dunedin Arbitre : John Lacey |

| Nouvelle-Zélande Titulaires Remplaçants Entraîneur Steve Hansen |  | France Titulaires Remplaçants Entraîneur Jacques Brunel |